# Родыгин, Павел Алексеевич
Па́вел Алексе́евич Роды́гин (10 июля 1905, Родыгино, Кукарская волость, Яранский уезд, Вятская губерния, Российская империя — 22 июля 1933, Оршанка, Марийская автономная область, РСФСР, СССР) — советский деятель сельского хозяйства, партийный деятель. Член ВКП(б) с 1926 года.

## Биография
Родился 10 июля 1905 года в с. Родыгино ныне Советского района Кировской области в многодетной семье бедняка-безлошадника.
С 1920 года – активист Кукарской / Советской волостной комсомольской организации в Кировской области. В 1926 году вступил в ВКП(б).
В 1931 году окончил Высшую колхозную школу при ЦК ВКП(б). Приехал в Марийскую автономную область: председатель и инструктор Марколхозсоюза, с 1932 года — заведующий Оршанским районным земельным отделом.
В период массовой коллективизации выполнял директиву по увеличению отгрузки хлеба государству, что вызвало сопротивление крестьян. 22 июля 1933 года во время одной из поездок (вместе с Яковом Абрамовым) из с. Хорошавино в с. Упшу Оршанского района Марийской автономной области убит выстрелами бандитов из засады. Его похороны в Оршанке вылились в демонстрацию почитания советской власти: райцентр был запружен подводами с хлебом.

## Память
- Имя П. А. Родыгина носит одна из улиц в пгт. Оршанка – районном центре Марий Эл[1][4].
- Имя П. А. Родыгина также носит улица в его родной деревне Родыгино в Кировской области[1][2][5].
- 23 августа 1960 года в центре посёлка Оршанка Марийской АССР был открыт памятник-бюст П. А. Родыгину работы скульптора П. Д. Калинина. Надпись на бюсте гласит: «Погиб от рук кулаков в период коллективизации»[1][6].